# Charles Conrad
Charles „Pete” Conrad (Philadelphia, Pennsylvania, 1930. június 2. – Ojai, Kalifornia, 1999. július 8.) amerikai űrhajós, egyben a harmadik ember, aki járt a Holdon. Az űrkutatás korai időszakában, a Gemini-, Apollo- és Skylab-program során összesen négyszer járt a világűrben.

## Életpályája
Conrad egy tehetős philadelphiai család harmadik gyermekeként, ám első fiúként született, ám a család hamar elszegényedett a válság következtében, majd édesapja is korán meghalt. Anyai nagybátyja támogatásával azonban kiváló iskoláztatásban részesült, amelyet azonban beárnyékolt az akkoriban még nem tanulmányozott, így meg nem értett betegsége, a diszlexia. Édesanyja küzdelmes utat járt meg vele, hogy olyan rendszerű iskolát találjon neki, amellyel kibontakoztathatja tehetségét, de végül sikerrel járt, így a Princetoni Egyetemre járhatott repülőmérnöki stúdiumokat hallgatni. Tette ezt kamaszkori érdeklődésénél fogva: oly sok más űrhajóshoz hasonlóan ifjoncként a helyi reptéren lógott, majd kisebb munkákat végzett el, sétarepülésekért, majd repülőoktatásokért cserébe, így vált amatőr pilótává.
A Princetonra a haditengerészet ösztöndíja is segítette bejutni, amely egyben azt jelentette, hogy a diploma után be kell vonulni tényleges katonai szolgálatra. A floridai Pensacola Haditengerészeti Bázisán és a texasi Corpus Christi Légibázison való kiképzése után 1954. szeptember 24-én avatták haditengerészeti pilótává, majd besorolták vadászpilótának. Hamarosan repülőgép oktató lett, majd a karrierbeli továbblépésként a berepülőpilótaságot célozta meg, részt vett a marylandi Patuxent River Haditengerészeti Bázison működő Egyesült Államok Haditengerészeti Berepülőpilóta Iskolájának kiképzésén. Berepülőként kísérleti repülőgépek tesztjeivel foglalkozott, illetve oktatott is. Újabb karrierlépcsőként ekkor adódott a lehetőség űrhajóssá válni. Ehhez jelentkezett a NASA első, 1959-es válogatására, ahol végül az USA első űrhajósait válogatták ki, ám itt az orvosi – azon belül is inkább a pszichológiai – teszteken elbukott. Három évvel később a NASA újabb válogatást írt ki, ahová a vonakodó Conrad Alan Shepard rábeszélésére ismét jelentkezett és ekkor, az addigra átalakult kiválasztási kritériumoknak hála beválogatták. 1962. április 18-án hivatalosan is űrhajós lett.
Az űrhajós kiképzése után a csoportja – bár tagjait az Apollo-program repüléseire válogatták – a Gemini-programban kaptak feladatot. Conrad, a csoport harmadik tagjaként a Gemini V-ön kapta első beosztását, ahol Gordo Cooper parancsnok mellett lehetett másodpilóta.  Ebbéli minőségével 1965. augusztus 21-én startolt először a világűrbe, hogy parancsnokával egy 8 napos repülést – egy elméleti holdutazás időszükségletét – végigrepüljenek, közben egy maguk által kibocsátott műholddal egy űrrandevút is bemutassanak. A repülés – bár egy áramellátást gátló műszaki hiba sújtotta az űrhajót – teljes sikerrel ért véget. Conrad következő megbízatása a Gemini VIII tartalék parancsnoki jelölése volt, amelyen az első űrdokkolás (két űrhajó űrbeli összekapcsolása) kiképzését csinálta végig. Az űrbe újra a Gemini–11-el jutott fel Dick Gordonnal az oldalán, immár parancsnokként. Az utolsó előtti Gemini repülés 1966. szeptember 12-én startolt és fő feladata az volt, hogy – a későbbi holdrepülések tervezett forgatókönyve szerint, amikor a Holdról felszálló holdkompnak az első keringés során találkoznia kellett a Hold körüli pályán fenn várakozó parancsnoki űrhajóval – rögtön az első keringésben űrrandevút kellett lebonyolítania egy Agena célrakétával. Három napos repülés végén a két űrhajós félsikerrel szállt le, mindent sikerült teljesíteni, kivéve az űrsétát.
A Gemini repülések után immár következhettek a holdrepülések, az Apollo-programban Conrad számára. Előbb beosztották az Apollo–8 tartalék legénységébe, amely a holdkomp Föld körüli pályán történő kipróbálását kapta feladatul, majd némi machináció eredményeként az Apollo–8 és –9 sorrendben helyet cserélt, így Conrad az Apollo–9 tartalék parancsnoka lett végül. A legénységi jelölések logikája szerint az első jelölésével Apollo–11, a másodikkal pedig az Apollo–12 első számú parancsnokaként kerülhetett sor az ő repülésére. A csere miatt tehát lemaradt róla, hogy ő legyen az első ember, aki a Holdra lép. Ehelyett a második Holdra szállás parancsnoka lehetett, Alan Bean holdkomp pilótával az oldalán és Dick Gordonnal a parancsnoki űrhajóban. 1969. november 14-én startoltak Cape Canaveralről – amikor is villám csapott az űrhajóba és kis híján a startot követően meg kellett szakítani a repülést –, majd 1969. november 19-én szálltak le a Holdra. Conrad a harmadik ember lett, aki a Holdra lépett. Fő feladatuk egy olyan leszállás végrehajtása volt, amely hajszálpontosan egy kijelölt pont mellett sikerül. A kijelölt pont a korábban Holdra leszállt Surveyor–3 holdszonda volt: Conradnak 165 méterrel a szonda mellett sikerült letennie az Intrepid holdkompot. Bár lett volna esélye, hogy ő legyen az első ember, aki kétszer is járt a Holdon, a visszatérésüket követően a programot politikai okokból megnyirbálták, így az esély elszállt (azokat a lehetséges repüléseket törölték, amelyeken szóba jöhetett Conrad repülése). Conrad így átkérte magát a formálódó Skylab-programba, ahol ő lehetett az űrállomás első legénységének parancsnoka. 1973. május 25-én startolt az űrállomásra és elsődleges feladata a legénységével együtt az űrállomás megmentése volt, mivel a Skylab startjakor nem várt erők léptek fel, amelytől levált az űreszköz hővédő rendszere és a napelemtáblái is megsérültek. Conradék hősies munkával egy napellenzőt szereltek fel, illetve megmentették az egyik napelemtáblát is, így lehetővé téve a munkát a sérült szerkezeten. 28 napos repülésével kis ideig időtartam világrekorder is lett.
A repülését követően elhagyta a haditengerészetet és a NASA-t egyaránt. Az ATC tévétársaság alelnöke lett, majd innen a McDonnel Douglas repülőgépgyárhoz vezetett az útja. Kétszer nősült, először Jane DuBose-t vette feleségül 1953-ban, akivel négy gyermekük lett. 1988-ban váltak el, majd két évvel később Conrad elvette Nancy Crane-t, akivel haláláig együtt maradtak. 1999. július 8-án motorbalesetet szenvedett a kaliforniai Ojai-ban, ahol aztán sérüléseibe a kórházban belehalt. Temetésére az Arlingtoni Nemzeti Temetőben került sor.

## Gyermek és ifjú évei
Charles „Pete” Conrad 1930. június 2-án született Philadelphiában Charles Conrad és Frances De Rappelage Vinson harmadik gyermekeként, egyben első fiúgyermekként, egy tehetős ingatlanbefektető és bankár családba. A névválasztásban és későbbi furcsa nevében az elsőként született fiú státuszának nagy jelentése volt: édesapja ragaszkodott hozzá, hogy a család első fia az ő nevét viselje, ám édesanyja hallani sem akart másról, minthogy az ő fia csak Peter lehet. Ebből a csatából egy kompromisszum vezetett ki, az anyakönyvbe és a hivatalos dokumentumokba „Charles” került, míg a mindennapok számára „Pete” volt a kis Conrad.
A gyermekéveire a nagy gazdasági világválság volt a legnagyobb hatással, a család tönkre is ment a recesszióban, ráment még a saját tulajdonú philadelphiai házuk is, végül az édesanya testvérének Egerton Vilsonnak jóvoltából kapott kis házban húzták meg magukat. A viszontagságok olyannyira megviselték az édesapát, hogy idősebb Conrad a fia 12 éves korában elhunyt.
Conrad iskolás évei is problémákkal kezdődtek, a kisfiúnak meg kellett küzdenie a diszlexiával, amely rendellenességet akkoriban még kevéssé kutattak és értettek meg orvosilag illetve az oktatásban sem volt megoldás az ellensúlyozására. Conrad a Haverford Schoolba járt, amely iskolába korábban a Conrad család hagyományosan íratta gyermekeit. Tette ez annak ellenére, hogy a család pénzügyileg tönkrement, Egerton nagybátyja viszont anyagilag támogatta a taníttatását. Bár éles eszű fiú volt, a tanulásban nagyban hátráltatta a betegsége, olyannyira, az iskola a 11. osztály után eltanácsolta őt elégtelen tanulmányi eredménye miatt. A nyilvánvalóan elfogult édesanya nem volt hajlandó belenyugodni az iskola döntésébe, hogy fia esetleg unintelligens és egy más tanítási rendszerű iskolát keresett gyermekének. A new lebanoni Darrow School rendszere – amely a „rendszerbeli megközelítést” alkalmazta a lexikális tudás sulykolása helyett – átsegítette Conradot a diszlexia problémáján és a fiú azonnal szárnyalni kezdett. A szárnyalás a Princetoni Egyetemre repítette 1949-ben, ráadásul a Haditengerészet ösztöndíját is elnyerte.

## A repülés
Mint oly sok amerikai kamaszt, Conradot is a nyári diákmunka sodorta a repülés mellé. Tizenöt éves volt, amikor a pennsylvaniai, Paoli reptéren egyszerű munkákat bíztak rá nyári munkaként, söprögetett, füvet nyírt, amit fizetségként repülésre váltott, előbb csak nézelődő utasként, majd egy-egy tanóráért. Lassan beletanult a repülőgépek működésébe, szerkezetébe, és kisebb szerelési munkákat is rábíztak. A következő nyáron már 160 kilométerre kellett utaznia, de már „nagyobb fizetségért”: egy kényszerleszállásnál megsérült gépet javítgatott és a munka végén a repülő tulajdonosa hivatalos leckékkel fizetett. Conrad ezzel sikeresen megszerezte a pilótajogosítványt.
Conrad tovább folytatta a repüléseit a középiskola alatt is, amellyel egyrészt megszerezte a repült órákat a repülőlicence megtartásához, másrészt tovább fejlesztette a tudását és elérte a „műszer szerinti repülés” szintjét is, amely kiemelte a hobbipilóták közül. Ezután már természetes volt, hogy a Princetonon a repülőmérnöki stúdiumra jelentkezett, és itt szerezte meg a mérnöki diplomáját 1953-ban. Diplomamunkáját, egy 200 oldalas dolgozatot három másik társával közösen adta be és védte meg, „Egy korszerű harci lökhajtásos kiképző repülőgép terve” címen. Az iskola befejezése után a haditengerészet beváltotta az általa biztosított ösztöndíjban foglalt feltételt: Conradnak tényleges katonai szolgálatra kellett jelentkeznie az U.S. Navy kötelékébe, ahol hadnagyi rendfokozatot kapott 1953. június 5-én.

## Haditengerészeti szolgálat
A repülőkiképzés a haditengerészet floridai Pensacola Haditengerészeti Bázisán teljesítette, de a texasi Corpus Christi Légibázison is vett részt kiképzési feladatokban. 1954. szeptember 24-én avatták haditengerészeti pilótává, majd besorolták vadászpilótának. A kiképzésen is kiváló eredményeket ért el, majd később, a szolgálat során, mint repülőgéphordozós pilóta is kiválóan teljesített, ezért hamarosan repülőgép oktató lett a Mexikói-öböl menti haditengerészet repülőtereken működő kiképzőközpontokban. Harci repülőként a hívójele Squarewawe volt. Később továbbképezte magát a berepülőpilóta pálya felé orientálódva.
A berepülőpilótává váláshoz beiratkozott a marylandi Patuxent River Haditengerészeti Bázison működő Egyesült Államok Haditengerészeti Berepülőpilóta Iskolájára. Az új iskolán 1958-ban végzett, a 20-as osztály hallgatójaként, ahol olyan osztálytársai voltak, mint Wally Schirra, vagy Jim Lovell.
A berepülőpilóta beosztás lett kicsit később az űrhajóssá válás előszobája. A NASA első emberes űrprogramja, a Mercury-program számára a pilóták (köztük főként a berepülőpilóták) közül keresték a megfelelő jelölteket 1959-ben. Ehhez egy félreeső új-mexikói klinikára hívták a jelölteket, és egy hihetetlenül részletes orvosi és pszichológiai vizsgálatnak vetették alá őket. Conrad azonban nehezen tűrte a túlzottan részletes vizsgálatokat (a NASA 100%-osan tökéletes egészségi és mentális állapotban levő „emberpéldányokat” keresett és durva „nyúzópróbának” vetette alá a 69 jelöltet, hogy a legjobbakat emelhesse át a saját programjába). Lázadása abban merült ki, hogy egy alkalommal a leadandó székletmintát egy piros szalaggal átkötött ajándékcsomagként adta le a laborban, majd a pszichológiai vizsgálatokon a Rorschach-teszten az elé tett alaktalan foltot egy nemi közösülésként azonosított frivol részletekkel színezte az interpretálást, végül amikor következőleg egy üres fehér lapot tettek elé, hosszas tanulmányozás után csak annyit mondott, „…ugyanaz fejjel lefelé…”. Conradnak elege lett a – számára – értelmetlen tortúrából, ám ezzel kizárta magát abból, hogy az Eredeti Hetek közé kerüljön, mivel a pszichológusok a kis magánszámra válaszul a kartonjára rávezették: „hosszú időtartamú repülésre alkalmatlan”.
A sikertelen űrhajós-felvételi után Conrad visszatért a haditengerészethez és a berepülésekhez. A Csendes-óceáni Flottához helyezték, ahol a vadonatúj F–4 Phantom gépeket hadrendbe állító, mindössze a másodikként ilyenként felállt VF-96 századhoz került a USS Ranger repülőgép hordozóra. Három év telt el így, amikor a NASA újra űrhajós-válogatási felhívást tett közzé, és a vonakodó pilótát Alan Shepard – régi pilótaismerőse a haditengerészettől – rábeszélte, hogy újra jelentkezzen. A tapasztalatok alapján egyszerűsített, vagy inkább más fókuszú követelményrendszer alapján lefolytatott válogatás után Conrad 1962 júniusában bekerült az Új Kilencek közé, és megkezdhette űrhajós kiképzését.

## NASA-beli karrier

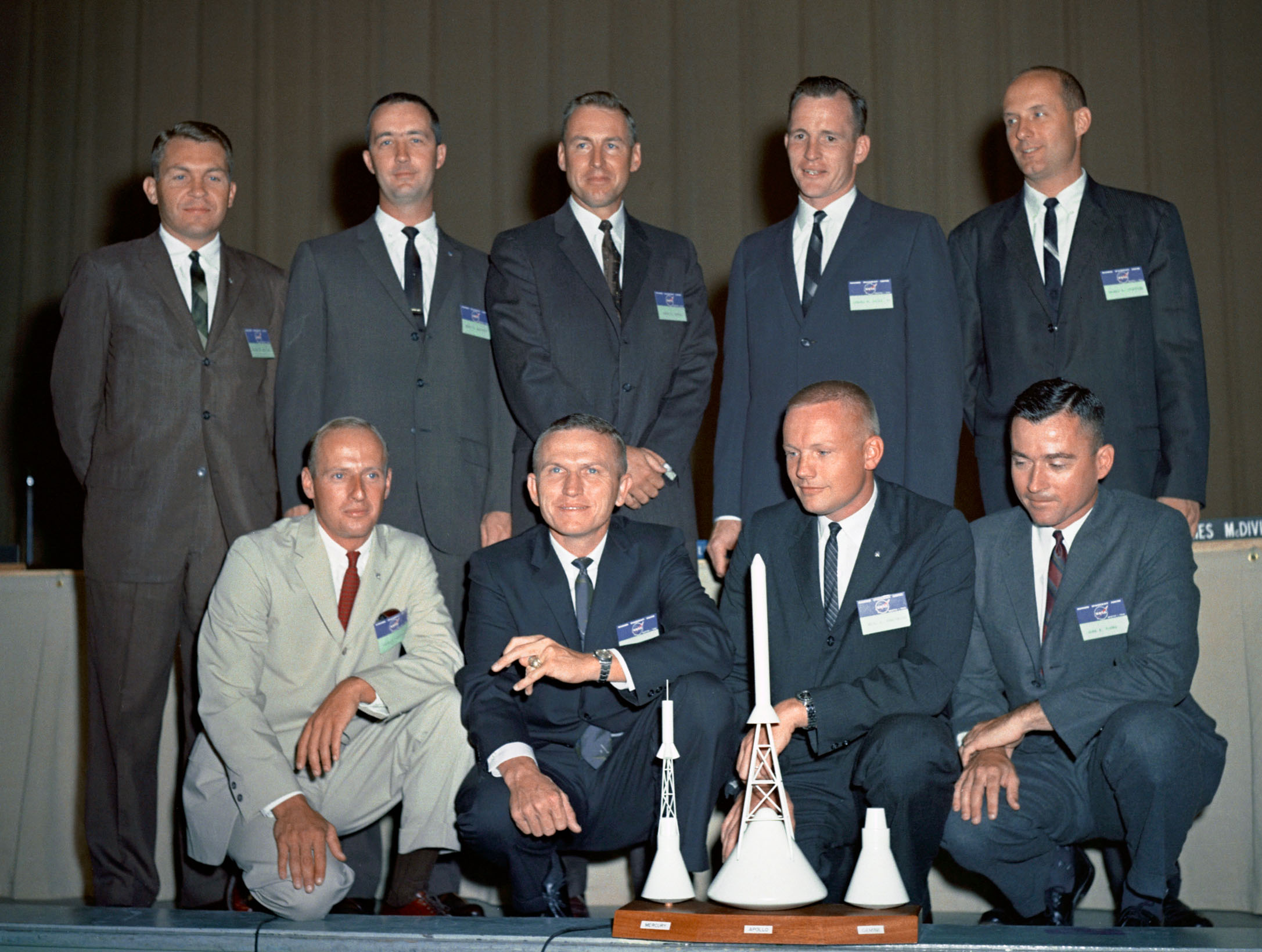
Az Új Kilencek tagjaként kiválasztott űrhajósjelöltként (az első sorban balra az első)

Az Új Kilencek csoportjában Conrad bekerült a „pilótamennyországba”, 1962. április 18-án hivatalosan is a NASA űrhajósa lett. Egyrészt azidőtájt az űrhajózás, mint a legújabb, legkorszerűbb repülési szakág jelentette a szakma csúcsát (akárcsak öt évvel korábban is, a NASA Edwards Légibázisbeli kísérleti repülőgép tesztjei jelentették ugyanezt, ám a Szputnyikkal új front nyílt itt is). Conrad azon becsvágyók közé tartozott, aki ebbe az új közegbe vágyott. Másrészt az országnak is nagy szüksége támadt űrhajósjelöltekre. Az Egyesült Államok feszített tempót diktált az űrteljesítmények területén, John Fitzgerald Kennedy a Holdat célozta meg és a Mercury-program – egészségügyi problémák miatt egyébként is fogyatkozó illetve a feladatokra alkalmas űrhajók többszemélyessé válása miatti még nagyobb létszámigény okán – hétfős űrhajós létszáma kevésnek mutatkozott a Holdra szállás(ok)hoz való felkészüléshez, így új erők után kellett nézni.
Az Eredeti Hetek kiképzése és repülései során kiderült, hogy a válogatáskor alkalmazott próbák egyébként is feleslegesen szigorúak voltak, ezért enyhítettek a követelményeken, továbbá az is világossá vált, hogy a repülési és mérnöki tapasztalat és látásmód többet érhet, mint a minden tekintetben tökéletes, de pillanatról-pillanatra változó egészségi állapot. Így válhatott az első körben elvérzett Conrad űrhajóssá, olyan nevek mellett, mint Neil Armstrong, Jim Lovell, Frank Borman,vagy John Young. Ez az űrhajóscsoport kapta a legfontosabb feladatokat a Mercury-program kezdeti űrrepüléseiből továbblépő NASA-tól: ebből a csoportból kerültek ki az újonnan életre hívott Gemini-program űrhajósai, parancsnokai és a majdan az elsőként Holdra lépő űrhajós parancsnokok.

### Gemini-program
Jurij Gagarin sikeres repülésével a Vosztok–1-en óriási változások következtek be az Egyesült Államok űrtevékenységében. John F. Kennedy bejelentette az Apollo-programot és hogy az USA 9 éven belül embert juttat a Holdra. A szakemberek viszont úgy találták, hogy az, hogy ez egyáltalán kivitelezhető-e technikailag, ahhoz kell még egy másik program, amely kikísérletezi és igazolja ennek megvalósíthatóságát. Ez lett a Gemini. Így aztán a NASA az összes űrhajósát először erre a programra csoportosították át. Az 1960-as években, a második válogatáson beválogatott űrhajósokat bár egytől egyig a leendő holdrepülések személyzetének szánták, mégis ehhez a Gemini-programon át vezetett az út számukra. A NASA-nak – és persze senki másnak a világon – nem volt tapasztalata arról, hogy emberekkel egyáltalán megvalósítható-e a holdra szállás, így hívták életre a holdműveletek kipróbálására szánt Gemini-programot. Az addigra megfogyatkozott számú Mercury veterán mellé az új kilencek tehetségesebb újoncait osztották, Conrad már a harmadik repülésen helyet kapott. A NASA akkori rendszerében ez egyfajta erősorrendet is jelentett, Conrad tehát rögtön a karrierje kezdetén tehetségesnek találtatott.

#### Gemini V

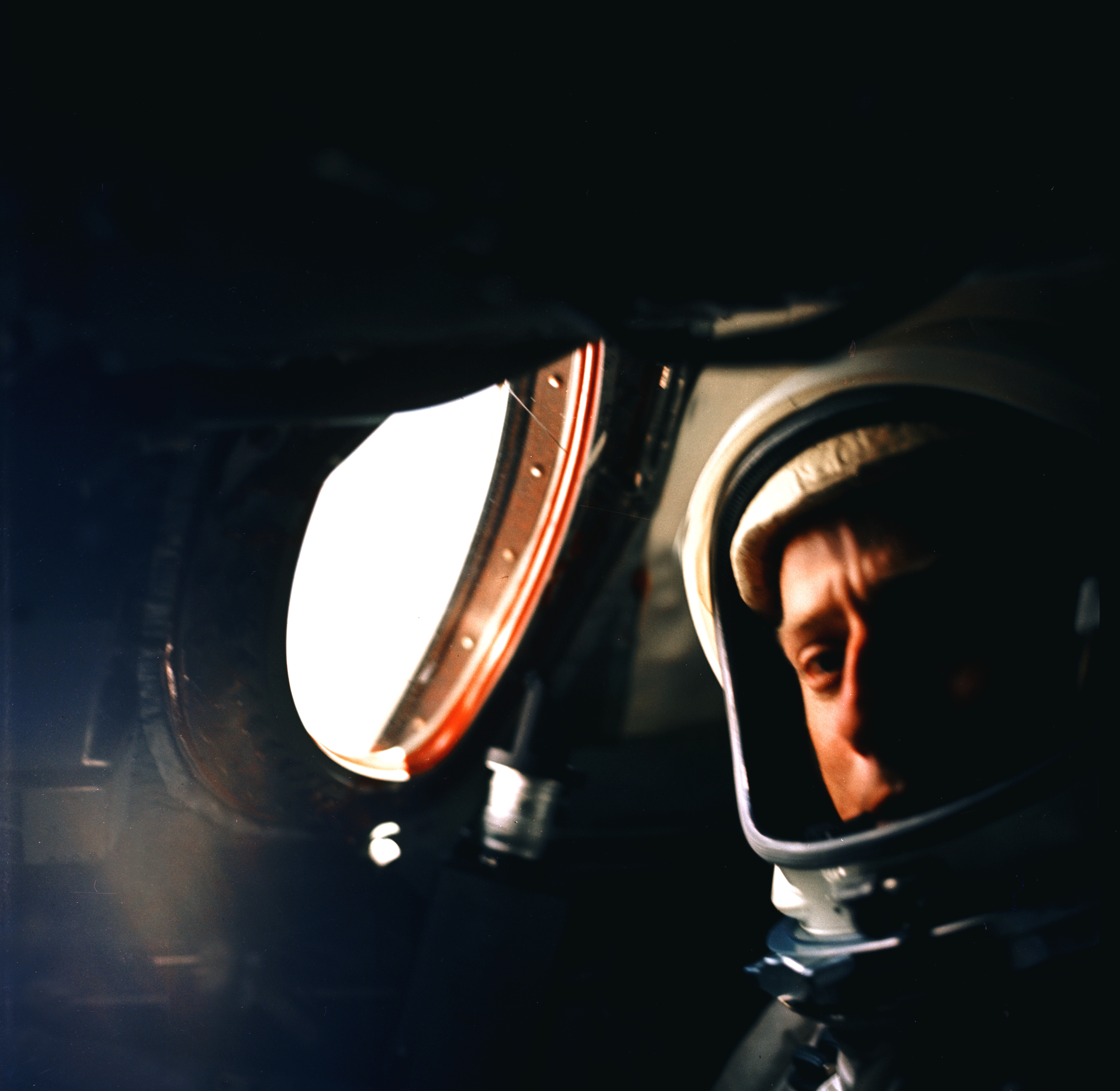
Conrad először a világűrben, a Gemini V-ön

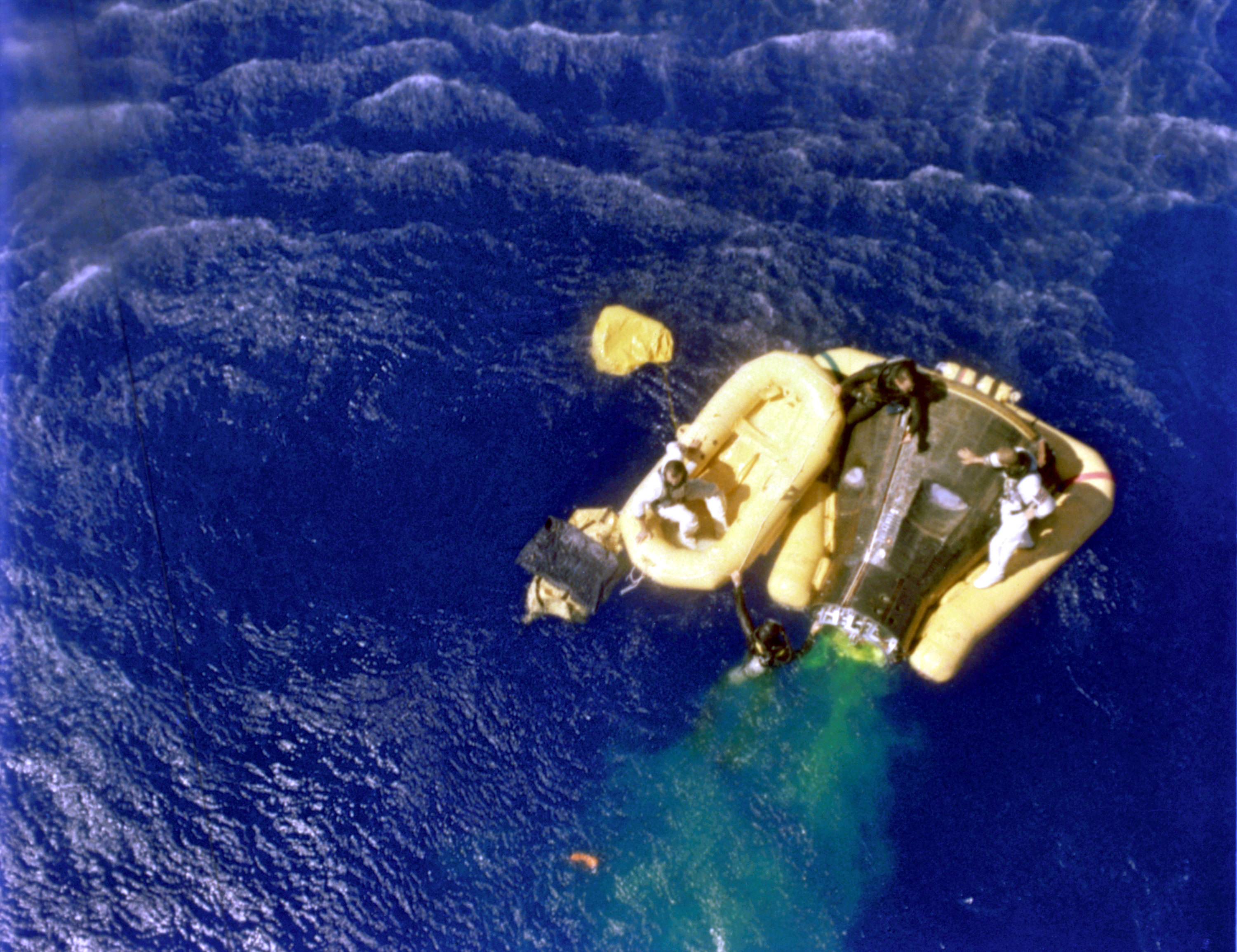
Cooper és Conrad a mentőegységeket várja a Gemini V vízre szállása után

Conrad a Gemini–5 másodpilótájaként, Gordon Cooper parancsnoksága alatt esett át az űrhajós tűzkeresztségen, így csoportjából ő lett a harmadik, aki repülhetett az űrben. Az űrhajóspáros kettős feladattal indult útnak: egyrészt bizonyítaniuk kellett, hogy egy holdrepülés tervezett legalább 8 napos időtartamát kibírja az emberi szervezet, másrészt meg kellett próbálkozniuk egy űrrandevúval, amely szintén kulcsfontosságú volt (a Gemini repülések fő céljai a későbbi holdrepüléseket mintázták, hogy megtalálja-e két űrhajó egymást az űrben, összekapcsolódik-e és űrhajósaik ki tudnak-e szállni, hogy az űrhajón kívül munkát végezhessenek). A Gemini IV-en a randevúkísérlet teljes kudarcba fulladt – igaz ezt ellensúlyozta az első amerikai űrséta látványos sikere –, ezért óriási várakozások előzték meg, hogy sikerül-e összehozni ezt a létfontosságú műveletet a legénységnek.
Az űrhajó 1965. augusztus 21.-én startolt, Cooperrel és Conraddal, hogy egy nyolc napos repülést teljesítsenek. A randevúkísérletet egy magukkal vitt és saját maguk által pályára állított műholddal akarták megkísérelni. A műholdat pályára is állították az űrhajósok, ám röviddel ezután meghibásodott a szintén vadonatúj fejlesztésű üzemanyagcella, az űrhajó áramellátását le kellett kapcsolni, az is megkérdőjeleződött, hogy a Gemini V egyáltalán fenn maradhat-e. Az irányítás és a gyártó rögtönzésbe kezdett, hogy mit lehet kihozni az üzemanyagcellákból és a küldetésből, hogy ne kellejen kudarcot jelenteni a másik, időtartamcélnál is. Conradék maradhattak odafenn. A szakembereknek sikerült kikísérletezniük egy módszert, amellyel a meghibásodott üzemanyagcella is képes volt működni, így az űrhajósok hozzáláthattak a munkájukhoz. Kicsit később felmerült, hogy mégis megpróbálhatnák a randevút, igaz addigra a magukkal vitt célműhold már elveszett az űrben. Az irányítás mellett dolgozó űrhajós, Buzz Aldrin dolgozta ki sebtében az ún. „fantomrandevú” módszerét, ahol nem egy kézzel fogható tárgy, nem egy műhold jelentette a célt, hanem csak az űr egy kitüntetett pontja. Conradék végrehajtották a műveleteket, amelyekkel e mellé a bizonyos kitüntetett pont mellé manőverezték a Gemini űrhajót, a fantomrandevú teljes sikert hozott (leszámítva, hogy nem lehetett fényképpel dokumentálni, hogy „találkoztak valamivel”).
Az ötödik naptól újabb és újabb hibák ütötték fel a fejüket, immár az űrhajósok ügyessége (és az irányítás utasításai) tartották csak fenn az űrhajót. Conrad és Cooper azt a mottót választották repülésük jelmondataként, hogy „8 nap, vagy halál”. És ehhez szilárdan tartották magukat. Végül a meghibásodások ellenére sikerült a párosnak kirepülnie a kitűzött 8 napot és a fantomrandevút is beleszámítva teljesen sikeres repülést teljesíteniük. A Gemini V 1965. augusztus 29-én szállt le az Atlanti-óceánon. Conrad és Cooper egyben időtartam világrekorderré lépett elő a 8 napos repülési idejükkel.

#### Gemini VIII
A korai amerikai űrprogramokban Deke Slayton állította fel azt a legénységi jelölési rotációs szisztémát, amely aztán az Apollo-program végéig működött (természetesen sohasem számított hivatalos szisztémának, inkább csak egy vezetői módszer volt). Ez kiszámíthatóságot hozott egy olyan, már-már egészségtelenül versenyszellemű közegbe, mint a pilótáké, űrhajósoké és így a káros személyi hatásokat nagyrészt sikerült kiszűrnie. A szisztéma lényege az volt, hogy először az űrhajós kapott egy tartalék jelölést, majd két repülést kihagyott, és a következő repülésen ő lehetett az első számú legénység egyik tagja (majd ez folytatódhatott tovább, ismét tartalék, kihagyás, első számú legénység és így tovább). Az első négy-öt repülésen ez természetesen nem tudott működni, mivel nem volt előzmény. Conrad a Gemini VIII-cal lépett vissza a körforgásba, Deke Slayton tartalék parancsnoknak jelölte, Dick Gordonnal (egy a harmadik űrhajósválogatásból kikerült új űrhajósjelölttel) az oldalán.
Conrad és Gordon ugyanúgy végigcsinálta a Gemini VIII kiképzését az első számú legénység mellett, amelynek célja eggyel előre lépett Conrad Gemini V-ön teljesített feladataihoz képest: két űreszköznek nem csak találkoznia kellett odafenn, hanem össze is kellett kapcsolódni (a holdműveletek koncepciójának alapja volt, hogy a holdfelszínről hazatérőben felszálló holdkomp találkozik a fenn rá várakozó parancsnoki űrhajóra, majd összekapcsolónak, hogy az űrhajósok visszaszállhassanak, majd így indulnak haza). A másik űreszköz szerepét ezúttal egy távirányított Agena rakétafokozat  játszotta. Másodlagos célként egy űrsétát is beterveztek az űrhajósok számára. A NASA filozófiája az volt, hogy a tartalék legénységnek is bármikor be kellett tudnia ugrania szükség esetén, tehát a teljes kiképzési programot végig kellett csinálnia nekik is, kvázi közösen az első számú legénységgel, így Conrad is űrdokkolás szakértővé vált.
Az elsődleges legénység Neil Armstrong és Dave Scott volt, akik kis híján tragédiába torkolló körülmények között teljesítették a dokkolást, ezzel sikerrel teljesítették a feladatot, újabb űrbéli elsőséget besöpörve Amerika számára, aztán kényszerűen leszálltak, idő előtt, a többi kitűzött célt elmulasztva.

#### Gemini XI

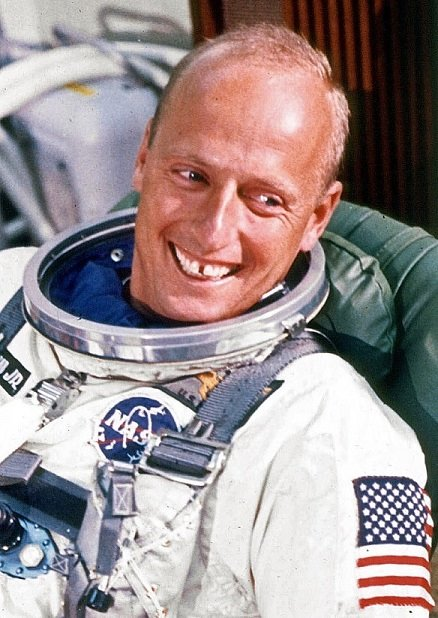
A Gemini XI parancsnokaként

A legénységi rotáció logikája szerint két repülés kihagyása után elsődleges legénységi jelölés várt Conradra és Gordonra a Gemini XI-n. 1966. március 21-én Deke Slayton meg is tette a bejelentést, miszerint Conrad mint parancsnok, Dick Gordon pedig mint másodpilótája készülődhet az utolsó előtti Gemini repülésre. Az előző repülések sorozatos félsikerei szükségessé is tették, hogy bizonyos témákban – mint például az űrséta, vagy a két űrhajó összekötésével végzett mesterséges gravitációs kísérletek – újra próbálkozzon a NASA. A Gemini XI elé meglehetősen komplex feladatot állítottak a tervezők. A legjelentősebb újítás az volt, hogy már a felszállás utáni első keringésben végre kellett hajtani az űrrandevút (ez a holdi felszállás precíz szimulálása volt, ugyanis a Holdról felszálló holdkompnak is az első keringés befejezése előtt össze kellett kapcsolódni az anyaűrhajóval). Emellett szerepelt két űrséta, az összedokkolt Agena-Gemini űrhajórendszerrel végzett együttes manőverek, illetve egy pányvával összekötve az űrhajókat mesterséges gravitációs kísérlet a sok hagyományos orvosi, fényképezési és egyéb kísérlet mellett. A tervezés során felmerültek olyan elgondolások, hogy az űrhajó pályáját olyan extrém módon emeljék meg, hogy a pálya földtávolpontja a Holdon túl legyen, azaz lényegében a Geminivel megkerülhették volna a Holdat. Az elképzelés legerősebb lobbistája Pete Conrad volt. James Webb azonban elutasította az ötletet, mondván az extrém távolságból való visszatérés miatt extrém nagy lenne a visszatérési sebesség és a Gemini űrhajó hőpajzsát egyszerűen nem erre tervezték. Conrad még ezt követően is tovább lobbizott a minél nagyobb magasságokért (pl. a Van Allen-övben tapasztalható sugárzás mérése céljából), de végül nem támogatta a NASA a parancsnokot.
A Gemini XI 1966. szeptember 12-én startolt Cape Canaveralről, az első keringésben végrehajtandó randevú követelménye miatt egy mindössze 2 másodperces indítási ablaknak megfelelő időzítéssel. A sikeres indítás követő manőverekkel Conradnak valóban sikerült az első keringés végén, a repülés 85. percében jelentenie, hogy együtt repülnek a korábban felbocsátott Agena-val. Hamarosan össze is dokkolták a két űreszközt, majd újabb gyakorló dokkolások és végül egy magasság emelő manőver ment végbe. Gordon végrehajtotta a tervezett űrsétát, ám ismét kudarc sújtotta a műveletet, ahogy a Gemini IX-en és X-en is történt. Conradnak idő előtt be kellett szólítania másodpilótáját, akinek szívverése az égbe szökött és túlmelegedett az erőfeszítéstől az űrruhájában. További feladatként egy pányvával kötötték össze a két űreszközt, szétváltak, majd forgásba hozták az összekötött űrhajórendszert, a világon először mesterséges gravitációt létrehozva (annak árán, hogy az összekötő pányva meglehetősen furcsán rángatta őket).
A leszállásra végül 3 napot követően, 1966. szeptember 15-én került sor, amikor is az Atlanti-óceánon várakozó USS Guam helikopter-hordozó várta őket, hogy kimentse a vízre szállt űrkabint. A Gemini XI végül nagy pontossággal ért vizet, mindössze 4,6 kilométerrel a hajótól csobbant az Atlanti-óceánba (Young, a CapCom tréfásan arra figyelmeztette az örömittas űrhajóspárost, hogy „Most már benne vagytok a tévében!”).  A repülést követően pedig már várta a gyakorlott Gemini veteránokat az Apollo-program, így Conrad is továbblépett.

### Apollo-program

#### Apollo–9
Pete Conrad sokáig az első holdra szállás várományosának számított. A Gemini-programban gyakorlatot szerzett űrhajósok sorban kerültek át az Apollo-programba, hogy minél előbb bekapcsolódhassanak az új űrhajó(k) fejlesztésébe, majd berepülésébe. Így a Gemini–11 után Conrad is azonnal átkerült az Apollo-programba, hogy ott a holdkomp fejlesztésébe kapcsolódjon be (az ő nevéhez fűződik pl. az űrhajó leszálló létrájának a kialakítása, amelyet az ő instrukciói alapján alakítottak ki a tervezők a Grummannál). Az Apollo–1 katasztrófája azonban hamar megakasztotta a programot, így a legtöbb űrhajós tétlenségre kárhoztatott. A kivizsgálást követően az űrhajósokért felelős Deke Slayton kénytelen volt újraosztani az Apollo–1 előtt már kiosztott jelöléseket, Conrad a második vonalba került, az Apollo–8 tartalék legénységének parancsnoki kinevezését kapta. Ez a második vonalbeli jelölés azonban csalóka volt, a Slayton által kitalált legénységi rotációs szisztéma alapján Conrad volt az első holdrepülés parancsnoki várományosa, azaz az első ember, aki a Holdra léphet. Conrad az Apollo–8 tartalék parancsnokaként bizton számíthatott az Apollo–11 – a tervek szerint elsőként a Holdra leszálló expedíció – parancsnoki tisztére, azaz az elsőkénti Holdra lépésre. Slayton az Apollo-program elején a legjobbnak számító űrhajósokat mind tartaléksorba helyezte, hogy amikor a célegyenesbe fordul a program, a legrátermettebbek kerüljenek éppen sorra.
Később a szovjetekkel vívott űrverseny szempontjai miatt – a CIA jelentései szerint az oroszok előbb látszottak kész lenni a Hold megkerülésére, mint az amerikaiak – az Apollo–8-at és az Apollo–9-et megcserélte a NASA, így Conrad a az elsődleges repülés jelölésénél a legénységi rotációban eggyel hátrébb, az Apollo–12-re került, amely „csak” a második holdra szállás volt. Végül nem is változott már a jelölési szisztéma, így az Apollo–12, a második leszállás jutott Conradnak.
Magát az Apollo–9 repülést a NASA 1969. március 3-13 között teljesítette Jim McDivittel, Rusty Schweickarttal és Dave Scottal, amikor a trió a legnagyobb sikerrel próbálta ki a Spider hívójelű első holdkompot Föld körüli pályán, utat nyitva a későbbi Holdra szállások előtt. Conrad pedig elmondhatta magáról az űrhajó fejlesztési folyamatában való részvételénél és az Apollo–9-re való felkészülésénél fogva, hogy ő a még nem repült legénységek közül az, aki a legjobban ért a NASA Apollo holdkompjához.

#### Apollo–12

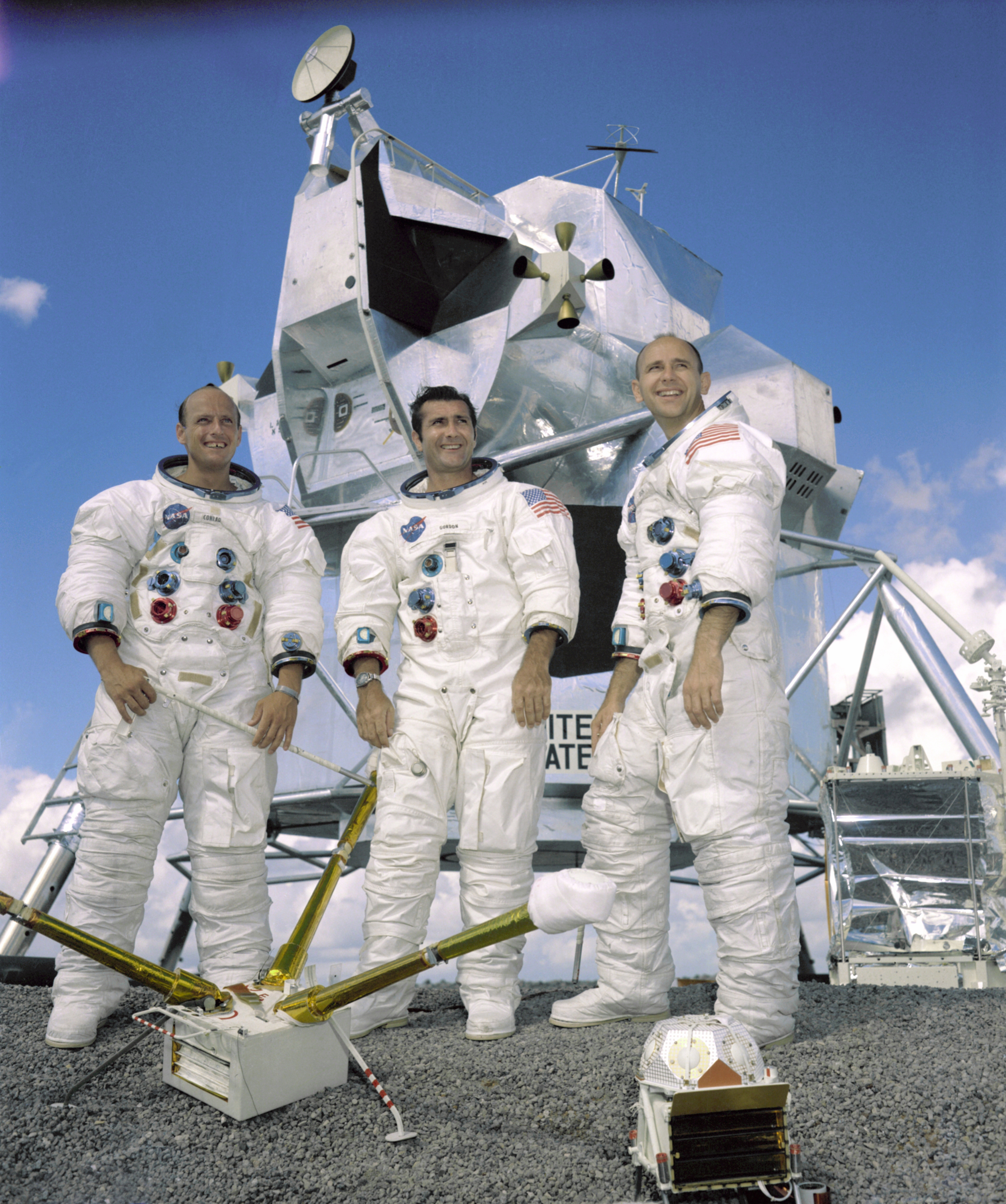
Hivatalos Apollo–12 legénységi fotó egy holdkomp makett előtt

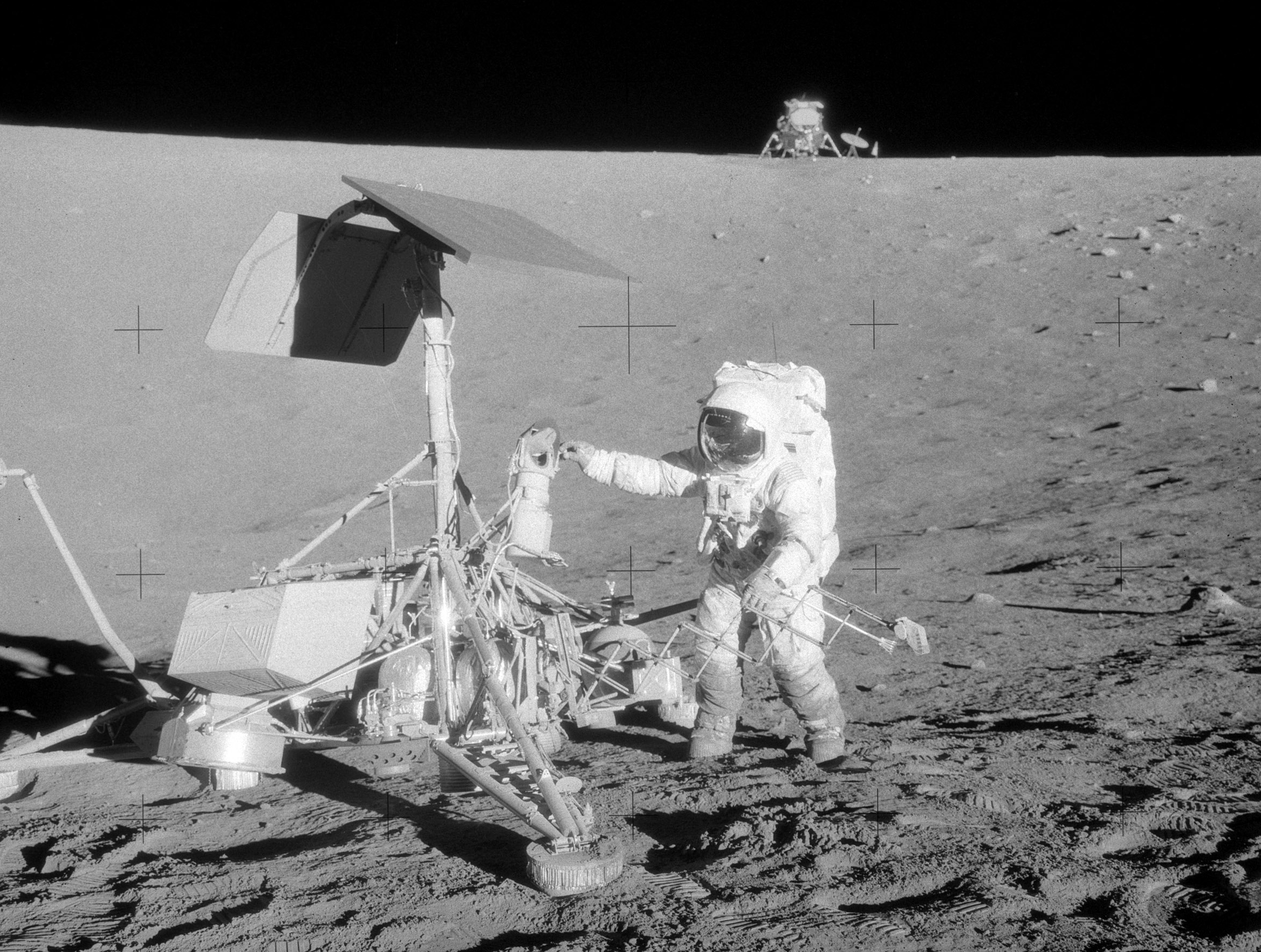
Pete Conrad a holdfelszínen a Surveyor–3
szonda mellett (háttérben a dombtetőn az Intrepid holdkomp látható)

Conrad pályafutásának vitathatatlan csúcsa az Apollo–12 és az a tény volt, hogy leszállt a Holdon és bár nem lehetett végül övé az első leszállás, a maximalista űrhajósnak csak az jelentett gyógyírt, hogy az Apollo–11 végtelenségig leegyszerűsített leszállása helyett egy kemény pilótafeladatot kellett teljesítenie, a tervek szerint hajszálpontos – egy kijelölt ponthoz képest pár tucat méteren belüli – leszállást kellett végrehajtania (a tévedések eloszlatása végett: a pilóták és űrhajósok végletekig versengő egóinak környezetében nem az elsőség, és az volt a vonzó, hogy valamelyikük esetleg bekerül a történelemkönyvekbe és Kolumbusz Kristóffal, vagy Cook kapitánnyal csak néhány lap választja el egymástól, hanem az motiválta őket, hogy egy lehetőleg minél bonyolultabb szakmai feladatot mindenki más előtt teljesítsenek, azaz a versengés teljesítmény és nem hírnév centrikus volt közöttük).
A NASA 1969. április 10-én – az Apollo–9 sikerét követően – jelentette be a soron következő Apollo–12 repülés legénységét, amely a Slayton-féle legénységi rotáció ismeretében nem meglepő módon immár hivatalosan is Pete Conrad parancsnokból, Alan Bean holdkomp pilótából és Dick Gordon parancsnoki egység pilótából, azaz csupa haditengerészeti pilótából állt (és tartalékul pedig egy tiszta Air Force pilótákból álló hármast, Dave Scott parancsnokot, Jim Irwin holdkomp pilótát és Al Worden parancsnoki egység pilótát jelöltek ki a NASA illetékesei).
Az Apollo–11 sikere az oroszokkal vívott csata megnyerését is jelentette egyben, az addig diktált észvesztő tempo alábbhagyhatott, így az addigi nagyjából kéthavi startközök helyett az Apollo–12 négy hónappal az előző repülést követően, 1969. november 14-én startolt a 39-es indítóállásból. A startnál másodpercek múltán máris esemény történt: az emelkedés 36. és 52. másodpercében egy-egy villám csapott az űrhajóba (ekkorra az űrszerelvény már úgy viselkedett, mint egy magasra emelt, hatalmas villámhárító: magas fémcsúcs, mögötte a földig érő, ionizált gázokból álló plazmacsóva). A villám kisütötte az űrhajó üzemanyagcelláját, az űrhajó áramellátás, annak híján pedig irányítás, tájékozódás nélkül maradt, a küldetés lényegében végveszélybe került és a szabályok szerint meg kellett volna szakítani (egyetlen pozitívumként, a Saturn V irányító rendszere más elven működött és így sértetlen maradt, ezért a rakéta szenvtelenül vitte tovább a tetszhalott űrhajót tovább a megfelelő pályán), A probléma megoldása is szinte véletlenszerű volt. A megbolondult műszerek miatt szükség volt arra, hogy tisztán lássanak az űrhajósok, valamint az irányítás mérnökei. Mindössze egy mérnöknek jutott eszébe egy megoldási javaslat, amikor azt javasolta az űrhajósoknak, hogy „Try SCE to AUX” (azaz „próbáljátok átállítani az SCE-t AUX-ra”). Pete Conrad parancsnok úgy reagált az utasításra, hogy „Mi az ördög az az SCE?”, ám Al Bean holdkomp pilótának bevillant, hogy melyik kapcsolót kell átállítania. Conrad érdeme ebben a helyzetben annyi volt, hogy bár a szabályok szerint a keze végig a repülésmegszakító karon volt, a vészhelyzetben mégsem aktiválta azt.
A repülés negyedik napján következett el a pillanat, amikor a Yankee Clipper parancsnoki hajó és az Intrepid holdkomp elvált egymástól, majd az utóbbi fedélzetén Conrad és Bean megkísérelte a leszállást a holdfelszínre az Oceanus Procellarum formációnál meghatározott leszállóhelyre. A repülés egyetlen fő célkitűzés köré szerveződött: be kellett mutatni, hogy az Apollo hardverrel lehetséges hajszálpontos leszállások végrehajtása, hogy olyan tudományos programot lehessen végrehajtani az odakinn töltött időben, ami az előre meghatározott és adott felszíni formához illik (előzőleg, az Apollo–11 egy véletlen hiba miatt ezt a követelményt nem teljesítette, amikor kilométerekkel a kijelölt pont mellett – bár még a hibákkal is kalkuláló leszállási ellipszisen belül – ért talajt). A Conrad irányította Intrepid 1969. november 19-én 06:54:35-kor (UTC) szállt le a felszínre, ám ekkor még nem lehetett tudni, hogy sikerült-e a fő cél, az előre kijelölt pont, a Surveyor–3 mellett leszállni (a repülés tervezők úgy gondolták, hogy a legjobban egy korábban leszállt és ismert helyzetű ember alkotta tárgy, egy űrszonda mellett leszállva lehet a legjobban dokumentálni a leszállás pontosságát, így választották a Surveyor–3-at, ami közel három évvel korábban szállt le a holdfelszínre).
A parancsnok Holdra lépésekor fontos dolgok történtek, amelyek rádióüzenetek formájában kerültek nyilvánosságra. Egyrészt az űrhajósok barátságán alapuló könnyed, humoros légkört mutatta, de sokkal kifinomultabb üzenete is volt Conrad első mondatának:
Hoppá! Hát lehet, hogy ez kis lépés volt Neilnek, de annál nagyobb nekem!
Ezzel egyrészt gúny tárgyává tette saját alacsony termetét, másrészt bebizonyította Oriana Fallaci újságírónak és rajta keresztül az egész világnak, hogy a NASA nem szól bele, hogy mit mondjon egy űrhajós a Holdra lépve. (Conrad és Fallaci hónapokkal előre fogadást kötött, hogy Conrad mit fog mondani, ha odafönn lesz, mert Fallaci nem hitte, hogy az űrhivatal nem ír elő valamilyen emelkedett pátoszú protokollszöveget, mint amilyen Neil Armstrong „Kis lépés egy embernek, de hatalmas ugrás az emberiségnek” mondata volt.)
A következő ilyen fontos párbeszéd idejövetelük fő célja teljesítésének megerősítése volt:

 – Nem fogod elhinni – címezte Beannek a diadalmas bejelentést Conrad.

 – Találd ki, mit látok ott ülni ennek a kráternek a túloldalán? – Bean már sejtette a választ:

 – Csak nem a jó öreg Surveyort?

 – Igen uram, a jó öreg Surveyort. Nem lehetünk messzebb tőle, mint 200 méterre.
A két űrhajós ezt követően két, egyenként kb. négy órás holdsétát tett (a program előre felvázolt küldetés típusaiban is egyet előre lépett, mivel az első Holdra szállás ún. G-típusú repülés volt, egyetlen, alig több, mint kétórás holdsétával, Conradék útja már H típusú küldetés volt kettő, négy órás kinntartózkodással). Az első holdsétán a magukkal vitt ALSEP műszercsomag kihelyezése és felállítása volt a feladat, amelyet Conrad irányított, míg Bean volt a teherhordó. Ennek a műveletnek emlékezetes epizódja volt, az egész műszerrendszert elektromos energiával ellátó RTG-27 plutónium töltetű thermoelektormos generátor üzembe helyezése. A generátort meghajtó plutónium egy hengeres tartályban utazott a Holdra a holdkomp erre a célra kialakított, szintén hengeres üregében. Amikor a tartályt ki akarták venni az űrhajósok, az félúton megszorult és se ki, se be nem lehetett mozdítani. Hosszas szenvedés következett, majd Conrad parancsnok nem minden veszély nélküli műveletre szánta el magát: a geológiai kalapácsával többször rávágott a tartályra, amely végül megadta magát, és kicsusszant a tartójából.
A második holdsétán egy 1100-1200 méteres geológiai kutatóút következett (a tervezéskor a műholdfotók alapján Hóembernek kereszteltek el egy több, kisebb-nagyobb kráterből álló formációt, amely egy a földön fekvő hőembert formázott, ezt járták körbe Conradék). A Hóember jelképes hasa volt a Surveyor kráter, amelyben a 31 hónappal korábban leszállt Surveyor–3 ült. Az űrhajósok a kutatóút vége felé leereszkedtek a kráter lejtőjén és meglátogatták – az utólagos mérések szerint a holdkomptól 165 méterre levő – űrszondát, hogy fényképeket készítsenek róla, illetve egyes alkatrészeit leszereljék és vizsgálatra hazahozzák.
A holdséták végeztével, rövid felkészülés után sima felszállást mutattak be az Intrepid felszálló fokozatával, majd a visszaúton történt meg egy másik Conradra oly jellemző mozzanat: átadta a holdkomp irányítását Beannek a Hold túloldala felett. Ám talán a legmeglepőbb dolog Conrad holdra szállásával kapcsolatban mégis az, hogy az Apollo–12 után inkább hiányérzetről panaszkodott, mintsem hatalmas Hold-élményekről (amely A végtelen szerelmesei – Az Apollo-program című HB minisorozatnak a repülést feldolgozó 7. részének címében összegződik, mint Ennyi volt az egész (That's All There Is).

### Skylab-program

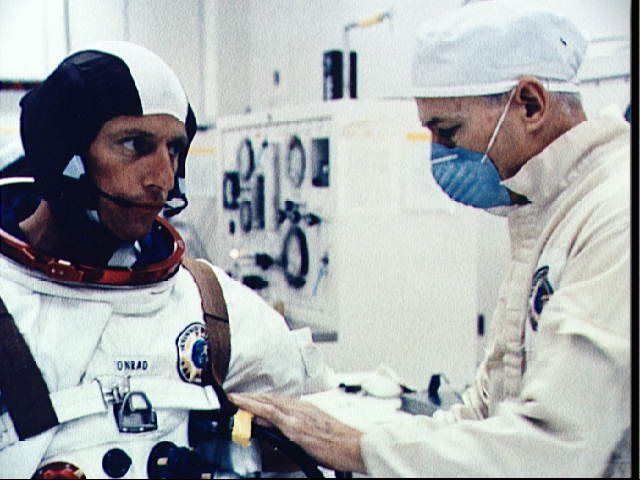
Conrad repülésre készen a beöltözés végén

Az Apollo-programbeli legénységkiválasztási rendszer szerint Conrad lehetett volna az első, aki az Apollo-19, vagy az Apollo-20 parancsnokaként visszatérhetett volna a Holdra, és így az első ember lehetett volna, aki kétszer is járt ott. Ám az Apollo-12 leszállása után alig másfél hónappal az Apollo-20 utat törölték, majd később az Apollo-18-at és -19-et is, Conrad inkább átkérte magát az akkor még csak Apollo Application Program néven futó új programba, amely később a Skylab-programba vezetett át. Az USA egy nagyobb – és ami a lényeg: a szovjetek Szaljutjánál lényegesen nagyobb – űrállomást kívánt felbocsátani az Apollo fejlesztések technológiai bázisán. A három repülésével tekintélyes és sikeres űrhajósnak számító Conrad a Skylab-program idejére már a tekintélyelven működő kiválasztási szisztéma csúcsán érezhette magát, és meg is kapta az űrállomás berepülésének irányítását. De még a veterán űrhajósnak sem lehetett fogalma, hogy ebből micsoda kaland keveredik: a Skylab megsérült a start során, és a berepülés mentőakcióba torkollott.
Conradra csapatának, illetve ezen belül főként magának Conradnak a sérült űrállomás megjavítására irányuló műveleteket villámgyorsan be kellett gyakorolnia – mindössze 8 nap alatt gyártották le a mentéshez szükséges hővédő fóliát és tanulták be az űrhajósok a felhelyezését –, majd az űrben sikerre vinnie. Az 1973. május 25-én startoló Skylab-2 küldetés egy nagy hővédő fóliát vitt az űrállomás leszakadt hővédő borítása helyére, amelyet Conrad űrsétájával helyeztek fel. Az űrállomás belsejében irreális körülmények – forróság és toxikus gázok felszabadulásának veszélye – uralkodtak, Conradék csak rövid időkre mehettek át dolgozni. Később a bravúros munka eredményt hozott, a körülmények megfelelőek lettek, míg végül a világ első páros űrsétáján Conradnak és Weitznek sikerült az egyik napelemtáblát is megjavítania, és az energiaellátás is beindult, így a Skylab használhatóvá vált. Ezek után folytathatták le kísérleti programjukat az űrhajósok, hogy végül 28 napos űrrekordot állítsanak fel (köztük Conrad az előző repüléseinek összesítésével abszolút csúcstartó lett Jim Lovell előtt).
A Skylab–2 repülésre való felkészülés közben érte egy szerencsés kimenetelű repülőbaleset Conradot. A parancsnok a deleware-i Doverben járt az ILC Industriesnél, ahol az űrruhájukat gyártották, T–38 Talon repülőgépén és hazatérőben volt az Ellington Légitámaszpontra, amely a legközelebbi reptér a Houstoni Johnson Űrközponthoz, amikor ott rossz időjárási körülmények fogadták. Már a végső megközelítés közben volt, amikor közölték vele. hogy Ellington nem fogad gépeket, mert az időjárási minimum feltételek alá süllyedtek a körülmények a reptér körzetében. Emelkedésre utasították és egy másik Houston közeli reptérre, a Hobby-ra irányították. Már a kitérő reptérre ereszkedve 240 méter magasan járt, amikor egy generátorprobléma lépett fel a gépén, elment az áram (miközben ugyan szelídebben, de itt is eső és villámok fogadták). Ekkor úgy döntött, a viharfelhők fölé emelkedik. Az elektromos probléma miatt úgy határozott, hogy egy olyan repteret keres, ahol látás utáni leszállást hajthat végre, így a san antonio-i légitámaszpontot vette célba, ám hamar nyilvánvalóvá vált, hogy odáig nincs elég üzemanyaga, ezért a Bergstorm Légitámaszpontra irányították, ám mielőtt elérte volna, kifogyott az üzemanyaga és 1200 méter magasságban végül katapultált. Az űrhajós a reptér épülete mellett nem messze ért földet, míg a gépe egy lakatlan mezőn csapódott be.

## Űrrepülések
(zárójelben a repülés dátuma)
- Gemini–5  (1965. augusztus 21. – 1965. augusztus 29.)
- Gemini–11  (1966. szeptember 12. – 1966. szeptember 15.)
- Apollo–12  (1969. november 14. – 1969. november 24.)
- Skylab–2  (1973. május 25. – 1973. június 22.)

## Civil karrier
Pete Conrad közvetlenül a sikeres Skylab repülés után, 1973-ban leszerelt a Haditengerészettől és ezzel egyidőben a NASA-nál is felmondott, hogy az American Television and Communication Company (ATC) tévétársaság alelnöke legyen. Itt a rendszerek működtetésért és az új kábeltévés rendszer fejlesztéséért volt felelős.
1976-ban elhagyta a televíziót és az űrhajósok számára hagyományosabb irányba lépett, amikor a McDonell Douglas repülőgépgyárnál helyezkedett el alelnökként és tanácsadóként. A repülőgépgyár marketing tevékenységének vezetését és a cég összes összes kereskedelmi és katonai értékesítésének felügyeletét kellett ellátnia. Ennek keretében részt vett a gyár zászlóshajójának, a DC–10-es utasszállító gép hírnevének – később sikertelen – megmentésében, ami egy 271 emberéletet követelő szerencsétlenség miatt rendült meg, amely az Egyesült Államok területén történt legtöbb emberéletet követelő repülő-katasztrófaként vonult be a történelembe. 1980-ban magasabb beosztást kapott, a markeringért felelős senior alelnök lett és a cég nemzetközi ügyleteit irányította. Később az 1990-es évek első felében DC–X, vagy más néven Delta Clipper űrprojektet bízták a gondjaira. A függőlegesen fel- és leszállni képes, akár űrrepülésre is alkalmassá tehető, rakétahajtású repülőeszköz nem lett sikeres, a programot később néhány kísérleti repülés után törölték.
1996 február 14-én Conrad is részese volt Learjet repülőgéppel végrehajtott rekord repülésnek, amelynek célja a világ körberepülése volt a lehető legrövidebb idő alatt. A Bill Daniels sajtómágnás birtokában levő gép négy pilótával (köztük Conraddal) 49 óra 21 perc 42 másodperc alatt repülték körbe a Földet, megdöntve ezzel az üzleti gépek kategóriájában addig tartott sebességi világrekordot. A gép azóta a Denveri Nemzetközi Reptéren állandó kiállítási tárgy lett.
2006-ban a NASA posztumusz a Felfedezés Nagykövete Díjat adományozta neki az ügynökség és a tudomány érdekében végzett munkássága miatt.

## Magánélete, házassága
Conrad még a Princetonon ismerkedett össze Jane DuBose-zal, egy texasi farmer lányával. A lány családja egy 650 hektáros birtokon gazdálkodott a texasi Uvalde mellett. Érdekesség, hogy Conrad későbbi apósától kapta meg a végleges nevét: Winn DuBose hívta őt először „Pete”-nek, a családja által használt Peter helyett. Az egyetem végeztével és a haditengerészettől beszerzett engedélyek birtokában 1953. június 16-án tartották esküvőjüket. A házasságból négy gyermekük született: Peter, Thomas, Andrew és Christopher.
Házasságuk tipikus pilótaházasság volt: a szolgálat, majd az űrhajós kiképzés miatt rendkívül sokat voltak távol egymástól, Conrad sokat panaszkodott is, hogy alig látja fiait felnőni. Később, leszerelvén a NASA-tól és a Haditengerészettől, továbbra is rengeteg elfoglaltsággal járó munkákat vállalt a családfő, ezért a felesége hamarosan elköltözött otthonról. Végül a válást a fiúk felnőtté válása után, 1988-ban mondták ki.
1990-ben, Christopher, Conrad legkisebb fia tragikusan fiatalon, 28 évesen, rákbetegségben elhunyt.
Ugyanebben az évben Conrad másodszor is megházasodott. Közös barátaikon keresztül ismerte meg Nancy Crane-t, egy denveri elvált asszonyt, akivel San Franciscó-ban keltek egybe 1990-ben és maradtak együtt Conrad haláláig.

## Halála
1999. július 8-án feleségével és több barátjukkal motorral tartottak Huntington Beachen levő otthonukból a kaliforniai Monterey-be és az út során váratlan balesetet szenvedtek. A sérülései nem tűntek elsőre súlyosnak, de az Ojai kórházba vitték, de később, alig 6 óra múltán belső vérzésben elhunyt. Sokan sorszerűnek tekintik, hogy a hely, ahol Conrad balesetet szenvedett, a Hold-kanyon nevet viseli. Az elmondások szerint a szabályokat betartva, a megengedett sebességgel, sisakot viselve hajtott, mégis halálos sérülést szenvedett. Temetésére később katonai tiszteletadás mellett az Arlingtoni Nemzeti Temetőben került sor, egy sor Apollo űrhajós, illetve a programban résztvevő személyiség jelenlétében.
A houstoni Lyndon B. Johnson Űrközpontban vezették be azt a szokást, hogy minden elhunyt űrhajós tiszteletére egy fát ültetnek, amelyből már egy jelentős fasor fejlódött az idők során. A szokásoknak megfelelően Conrad is kapott egy fát a NASA-tól. A névadó ceremónián Alan Bean, Conrad Apollo–12-beli társa mondott beszédet, aki hogy enyhítse a szomorú hangulatot, egy kvázi szeánszot rögtönzött, mintha Conrad gondolatai szólalnának meg általa. A beszéd mottója – egyben Conradnak az utókorra örökítendő gondolata – az volt, hogy ha nem tudsz valamiben jó lenni, legalább légy színes. Bean még azt mondta, hogy Conrad azt szeretné, hogy az előbbi mottó jegyében, amikor a NASA karácsonykor a szokások szerint világítást szerel a fákra, mindenki másé hagyományosan kapjon fehér fényeket, de az ő fáját világítsák ki színes világítással. A NASA később tiszteletben tartotta ezt az ötletet és minden évben Conrad fája színes fényekbe öltözik, elütve a többiekétől, akiké egyöntetűen fehér.

## Díjai és tagságai

### Díjak
- Az Amerikai Egyesült Államok Haditengerészetének Kiváló Szolgálatáért érdemérem (kétszer)[2]
- Az Amerikai Egyesült Államok Kiváló Repülője Nagykereszt (kétszer)[2]
- Kongresszusi Világúr Becsület Érdemérem[2]
- A NASA Kiváló Szolgálatért Érdemérme (kétszer)[2]
- A NASA Kivételes Szolgálatáért Díja (kétszer)[2]
- A FAI Jurij Gagarin Aranyérme[46]
- Harmon Trófea[2]
- Thompson Trófea[2]
- Robert J. Collier Díj[47]
- Dr. Robert H. Goddard Emlékdíj[48]
- Halley Űrhajózási Díj[49]

### Tagságok
- Nemzeti Repülési Hírességek Csarnoka[50]
- Nemzetközi Világűr Hírességek Csarnoka[51]
- Egyesült Államok Űrhajósai Hírességek Csarnoka[52]
- Amerikai Űrhajózási Társaság[53]
- New Yorki Tudományos Akadémia[53]
- Amerikai Légügyi és Űrhajózási Intézet[53]
- Berepülőpilóták Társasága[53]

## Megjelenése a kultúrában
Alakja elsőként egy filmben jelent meg, az 1975-ös Stowaway to the Moon (Potyautas a Holdon) című filmben egy tévékommentátort alakított.
Tom Wolfe 1979-es bestsellerében, a The Right Stuff (Az Igazgak) című könyvében Conrad alakja hosszasan feltűnik, érdekesség azonban, hogy a könyvből készült filmben nem kapott szerepet a figurája.
Az 1991-es, Plymouth című filmben önmagát alakította egy képzeletbeli holdbázison feltűnve, illetve ugyanebben az évben még az American Expressnek készült tévéreklámban is szerepelt.
Ron Howard 1995-ös sikerfilmjében az Apolló 13-ban is feltűnt az alakja, David Andrews alakításában.
A Tom Hanks által jegyzett 1998-as HBO gondozta minisorozatban, A Végtelen szerelmesei – Az Apollo-program című alkotásban két színész alakításában is megjelent. A teljes egészében az Apollo–12-t feldolgozó részben, az Ennyi volt az egész (That's All There Is) című 7. részben Paul McCrane, míg az első, Can We Do This? (Meg tudjuk ezt csinálni?) című részben Peter Scolari alakította.
2018-ban a Neil Armstrong életét feldolgozó First Man (Az első ember) című alkotásban Ethan Embry jelenítette meg az alakját.
2019-ben az Apple TV+ produkciójában készült a For All Mankind (Az egész emberiség nevében) című fikciós, alternatív történelmi sorozat, amely a Holdra szállást dolgozza fel úgy, hogy azt az oroszok teljesítették elsőként, ebben Steven Pritchard volt a Conradot megszemélyesítő színész.

### Magyar oldalak
- Nyolc nap vagy halál – Gemini-V (Űrvilág, 2005)
- Lovagold meg, cowboy (1. rész) – Gemini-XI (Űrvilág, 2006)
- Lovagold meg, cowboy (2. rész) – Gemini-XI (Űrvilág, 2006)
- Hajszálpontos leszállás (1. rész) – Apollo-12 (Űrvilág 2004)
- Hajszálpontos leszállás (2. rész) – Apollo-12 (Űrvilág 2004)
- Égi laboratórium – Skylab-2 (Űrvilág 2004)

### Külföldi oldalak
- Pete Conrad NASA Biography